# Боттерилл, Дженнифер
Дже́ннифер Бо́ттерилл (англ. Jennifer Botterill; род. 1 мая 1979, Оттава) — канадская хоккеистка, нападающий. Трёхкратная олимпийская чемпионка 2002, 2006 и 2010 годов. Пятикратная чемпионка мира 1999, 2000, 2001, 2004 и 2007 годов.

## Статистика
| Легенда | Легенда                    | Легенда | Легенда                   | Легенда | Легенда    |
| ------- | -------------------------- | ------- | ------------------------- | ------- | ---------- |
| И       | Количество проведённых игр | Штр     | Штрафное время            | +/−     | Плюс-минус |
| Г       | Голы                       | П       | Голевые передачи          | О       | Очки       |
| -       | Статистика неизвестна      | —       | Статистика не учитывалась |         |            |

### Клубная карьера
- Для некоторых сезонов возможно, что в «Регулярном сезоне» учитывается статистика игрока совместно с Плей-офф.

## Достижения

### Командные
Студенческая карьера
| Год  | Команда         | Достижение      | Достижение |
| ---- | --------------- | --------------- | ---------- |
| 2000 | Гарвард Кримсон | Чемпионка AWCHA |            |

NWHL
| Год  | Команда       | Достижение     | Достижение |
| ---- | ------------- | -------------- | ---------- |
| 2005 | Торонто Аэрос | Чемпионка NWHL |            |

Esso Women’s Nationals
| Год        | Команда         | Достижение                            | Достижение |
| ---------- | --------------- | ------------------------------------- | ---------- |
| 2005, 2006 | Торонто Аэрос   | Обладательница Кубка Эбби Хоффман (3) |            |
| 2008       | Миссиссога Чифс | Обладательница Кубка Эбби Хоффман (3) |            |

Международные
| Год                          | Команда | Достижение                            | Достижение |
| ---------------------------- | ------- | ------------------------------------- | ---------- |
| 1998                         | Канада  | Серебряный призёр Олимпийских игр     |            |
| 1999, 2000, 2001, 2004, 2007 | Канада  | Чемпионка мира (5)                    |            |
| 2002, 2006, 2010             | Канада  | Олимпийская чемпионка (3)             |            |
| 2005, 2008, 2009             | Канада  | Серебряный призёр чемпионата мира (3) |            |

### Личные
Студенческая карьера
| Год        | Команда         | Достижение                            | Достижение |
| ---------- | --------------- | ------------------------------------- | ---------- |
| 2001, 2003 | Гарвард Кримсон | Обладательница «Пэтти Казмайер Эворд» |            |

CWHL
| Год  | Команда         | Достижение                                                 | Достижение |
| ---- | --------------- | ---------------------------------------------------------- | ---------- |
| 2008 | Миссиссога Чифс | Лучший ассистент CWHL                                      |            |
| 2008 | Миссиссога Чифс | Обладательница «Анжела Джеймс Эворд»                       |            |
| 2008 | Миссиссога Чифс | Попадание в Сборную всех звёзд Центрального дивизиона CWHL |            |

Международные
| Год        | Команда | Достижение                                     | Достижение |
| ---------- | ------- | ---------------------------------------------- | ---------- |
| 2001       | Канада  | Лучший снайпер чемпионата мира                 |            |
| 2001       | Канада  | Лучший нападающий чемпионата мира              |            |
| 2001, 2004 | Канада  | MVP чемпионата мира (2)                        |            |
| 2004       | Канада  | Попадание в Сборную всех звёзд чемпионата мира |            |
| 2004       | Канада  | Лучший ассистент чемпионата мира               |            |
| 2004       | Канада  | Лучший бомбардир чемпионата мира               |            |

Другое
| Год  | Достижение                | Достижение |
| ---- | ------------------------- | ---------- |
| 2001 | Спортсменка года Манитобы |            |

## Награды
- Орден Манитобы[англ.] (2006 год) — за заслуги перед канадской провинцией Манитоба[1].

## Личная жизнь
Родом из спортивной семьи: отец — хоккеист Кэл Боттерилл, играл за сборную Канады, мать — конькобежка Дорен Макканнелл, выступала на Олимпийский играх, тётя — конькобежка Донна Макканнелл, выступала на Олимпийский играх, брат — хоккеист Джейсон Боттерилл, играл в НХЛ.

### Комментарии
1. ↑  Приз, вручаемый победителю чемпионата Esso Women's Nationals.
2. ↑  Приз лучшей хоккеистке университетского хоккея США.
3. ↑  Приз лучшему бомбардиру CWHL.